# Dendrophyllia californica
Dendrophyllia californica is een rifkoralensoort uit de familie van de Dendrophylliidae. De wetenschappelijke naam van de soort is voor het eerst geldig gepubliceerd in 1947 door Durham.